# Djamel Menad
Djamel Menad (in arabo جمال مناد‎?; El Bayadh, 22 luglio 1960 – Algeri, 22 marzo 2025) è stato un calciatore e allenatore di calcio algerino, di ruolo attaccante.

## Palmarès

### Giocatore

#### Club

##### Competizioni nazionali
- Campionato algerino: 5

JS Kabylie: 1982, 1983, 1985, 1986, 1995
- Coppa di Algeria: 2

JS Kabylie: 1986, 1994

##### Competizioni internazionali
- CAF Champions League: 1

JS Kabylie: 1981
- Coppa delle Coppe d'Africa: 1

JS Kabylie: 1995

#### Nazionale
- Coppa d'Africa: 1

Algeria 1990

#### Individuale
- Capocannoniere della Coppa d'Africa: 1

Algeria 1990 (4 gol)